# Кинетична енергия
Кинетичната енергия Т на едно тяло е мярка за неговото механично движение и се определя като следствие от Закона за запазване на енергията. Формулата за определяне на кинетичната енергия T е:
{\displaystyle T=m{v_{0}^{2} \over 2}}
Извеждането на тази формула може да се получи от Закона за запазване на енергията, приложен за една механична система, състояща се от едно-единствено тяло. В този случай той гласи, че изменението на кинетичната енергия T на системата е равна на извършената работа за промяна на скоростта на тялото. В подходящо избрана отправна система, началната скорост на тялото е равна на нула и кинетичната енергия е равна на нула. Под действието на сила F, тялото се ускорява от нула до скорост {\displaystyle v_{0}} и системата получава енергия T. Съгласно Закона за запазване на енергията, в този случай T = A.
Нека върху това тяло подейства сила. Нека означим с a ускорението, което придобива тялото под действие на силата F и с {\displaystyle v(t)} скоростта на движение на тялото.
Извършената работа A в този случай е:
{\displaystyle A=\int _{0}^{v_{0}}\,F(t)dr(t)},
Съгласно Втория закон на Нютон
{\displaystyle {F}(t)=ma(t)=m{dv(t) \over dt}},
и след заместване се получава
{\displaystyle T=A=\int _{0}^{v_{0}}\,m{dv(t) \over dt}dr(t)=m\int _{0}^{v_{0}}\,{dr(t) \over dt}dv(t)=m\int _{0}^{v_{0}}\,v(t)dv(t)=m{v_{0}^{2} \over 2}},
Кинетичната енергия е скаларна величина.
Мерната единица за кинетичната енергия е Джаул (J), същата, като мерната единица за работа.
Числените стойности на кинетичната енергия за едно тяло са винаги положителни. Кинетичната енергия на едно тяло е нула, когато то се намира в покой, относно инерциална отправна система.

## История и Етимология
Прилагателното кинетичен води началото си от гърцката дума κίνησις кинезис, означаваща „движение“. Дихотомията между кинетична енергия и потенциална енергия може да се проследи до концепциите на Aристотел за действителност и потенциалност.
Принципът в класическата механика, че E ∝ mv2 е бил първо разработен от Готфрид Лайбниц и Йохан Бернули, които описват кинетичната енергия като живата сила, vis viva. Гравизанда на Вилем успява експериентално да докаже връзката. Пускайки тежести от различни височини върху блок глина, Гравизанда на Вилем определя, че дълбочината на проникване е пропорционална на квадрата на тяхната скорост по време на контакта. Емили дю Шатле осъзнава изводите от експеримента и публикува обяснение.
Термините „кинетична енергия“ и „работа“ в настоящите им, научни значения, водят началото си от средата на 19-ти век. Първите схващания за тези идеа могат да бъдат приписани на Гаспар-Гюстав Кориолис, който през 1829 публикува Du Calcul de l'Effet des Machines (Изчисляване на ефекта на машините), подчертавайки outlining математиката на кинетичната енергия. Уилям Томсън, по-късно Лорд Келвин, получават признание за измилянето на термина „кинетична енергия“ c. 1849 – 51. Ранкин, който въвежда термина „потенциална енергия“ през 1853, и фразата „действителна енергия“ да го допълва, по-късно цитира Уилям Томсън и Питър Тейт като замества думата „кинетичен“ с „действителен“.

## Релативистична кинетична енергия
Релативистичната кинетична енергия е кинетичната енергия на тяло, движещо се със скорост, съпоставима с тази на светлината (u~c). При такова движение е необходимо да се отчитат ефектите, предсказани от Специалната теория на относителността.
Определението за кинетична енергия е: {\displaystyle E_{k}=\int {\vec {v}}\cdot d{\vec {p}}}. Нека положим {\displaystyle \gamma ={1 \over {\sqrt {\left(1-{v^{2} \over c^{2}}\right)}}}}, и имайки предвид релативистичната формула за импулса получаваме:
{\displaystyle E_{k}=\int {\vec {v}}\cdot d{\vec {p}}=\int {\vec {v}}\cdot d(m\gamma {\vec {v}})}
Интегриране по части ни дава:
{\displaystyle E_{k}=m\gamma {\vec {v}}\cdot {\vec {v}}-\int m\gamma {\vec {v}}\cdot d{\vec {v}}=m\gamma v^{2}-{m \over 2}\int \gamma d(v^{2})}
Понеже γ зависи от v, за повече яснота ще заместим с пълния израз за γ:
{\displaystyle E_{k}=m{1 \over {\sqrt {\left(1-{v^{2} \over c^{2}}\right)}}}v^{2}-{m \over 2}\int {{1 \over {\sqrt {\left(1-{v^{2} \over c^{2}}\right)}}}dv^{2}}}
{\displaystyle E_{k}={mv^{2} \over {\sqrt {\left(1-{v^{2} \over c^{2}}\right)}}}-{-mc^{2} \over 2}\int {d\left(1-{v^{2} \over c^{2}}\right) \over {\sqrt {1-{v^{2} \over c^{2}}}}}}
{\displaystyle E_{k}={mv^{2} \over {\sqrt {\left(1-{v^{2} \over c^{2}}\right)}}}+mc^{2}{\sqrt {1-{v^{2} \over c^{2}}}}+C^{te}}
{\displaystyle E_{k}={m \over {\sqrt {(1-{v^{2} \over c^{2}})}}}\left(v^{2}+c^{2}(1-{v^{2} \over c^{2}})\right)+C^{te}}
или
{\displaystyle E_{k}={mc^{2} \over {\sqrt {(1-{v^{2} \over c^{2}})}}}+C^{te}}, като стойността на константата се дава от крайните условия: γ=1 когато v=0:
{\displaystyle E_{k}={mc^{2} \over {\sqrt {(1-{v^{2} \over c^{2}})}}}-mc^{2}}, като стойността на константата идва от забележката, че кинетичната енергия трябва да е равна на нула, когато v=0.
Следва една важна забележка: че за да ускорим тяло, до скоростта на светлината, трябва да му придадем безкрайна енергия. (Фотоните, в покой, нямат маса, така че те нито имат безкрайна енергия, нито им е придадена такава).
Релативистичната формула за пълната механична енергия, като функция от импулса е:
{\displaystyle E^{2}=p^{2}c^{2}+(mc^{2})^{2}}
Когато една частица е в покой р = 0, откъдето следва известното равенство на Айнщайн:
{\displaystyle E=mc^{2}}